# Linia kolejowa Martinice v Krkonoších – Rokytnice nad Jizerou
Linia kolejowa Martinice v Krkonoších – Rokytnice nad Jizerou – jednotorowa, regionalna i niezelektryfikowana linia kolejowa w Czechach. Łączy stacje Martinice v Krkonoších i Rokytnice nad Jizerou. w całości znajduje się na terytorium kraju libereckiego.